# Deutsch-Sowjetische Alai-Pamir-Expedition
Die Deutsch-Sowjetische Alai-Pamir-Expedition (auch Deutsch-Russische Alai-Pamir-Expedition) wurde 1928 von der Akademie der Wissenschaften der UdSSR und der Notgemeinschaft der Deutschen Wissenschaft durchgeführt. Neben den Wissenschaftlern nahmen auch vier Bergsteiger des Deutschen und Österreichischen Alpenvereins teil. Die fünfmonatige Expedition in das Alai-Tal und den Transalai im Pamir stand unter der Gesamtleitung von Nikolai Petrowitsch Gorbunow und  organisatorischen Leitung von Willi Rickmer Rickmers, stellvertretender Expeditionsleiter war der Geodät und Kartograf Richard Finsterwalder.

## Forschungsarbeiten
Für Mineralogie, Petrografie und geodätisch-astronomische Forschung war die sowjetische Seite verantwortlich, die deutsche Seite für Geologie, Vermessung und Kartierung, Glaziologie und Sprachenforschung.
Für die Kartierung des Gebietes wurden 400 photogrammetrische Aufnahmen (Erdbildmessung) erstellt. Dabei wurde unter anderem erstmals der Fedtschenko-Gletscher vermessen, der weltweit längste Gletscher außerhalb der polaren Gebiete.

## Alpinismus
Am 25. September 1928 gelang Karl Wien, Eugen Allwein und Erwin Schneider die Erstbesteigung des 7134 m hohen Pik Lenin, zum damaligen Zeitpunkt der höchste bestiegene Gipfel der Erde.

## Teilnehmer
Die deutsche und sowjetische Seite stellten jeweils elf Expeditionsteilnehmer. Mit Helfern, Trägern und Dolmetschern waren an der Expedition insgesamt 65 Mann, 160 Pferde und 60 Kamele beteiligt.
- Sowjetische Seite:
Belajew (Astronom), I. G. Dorofejew (Topograph), Nikolai Gorbunow (Oberleitung), K. W. Isakow (Geodät), Nikolai Korschenewski (Geograph), Alexander Nikolajewitsch Labunzow (Mineraloge), Michalkow (Geophysiker), Reichardt und Sokolow (Zoologen), Dmitri Iwanowitsch Schtscherbakow (Geologe und Leiter), R. R. Zimmermann (Meteorologe) und als Ferienbesucher Otto Schmidt, Nikolai Krylenko, Jelena Rosmirowitsch und Dr. Rossels.

- Deutsche Seite:
Eugen Allwein (Arzt und Bergsteiger), Hans Biersack (Topograph), Philipp Borchers (Bergsteiger), Richard Finsterwalder (Photogrammetrie), Franz Kohlhaupt (Arzt und Bergsteiger), Wolfgang Lentz (Sprachforscher), Ludwig Nöth (Geologe), William Frederick Reinig (Tierforscher), Willi Rickmer Rickmers (Leiter), Erwin Schneider (Bergsteiger), Karl Wien (Student der Physik und Bergsteiger).